# Murphys Estates
Murphys Estates es un lugar designado por el censo ubicado en el Condado de Edgefield en el estado estadounidense de Carolina del Sur. La localidad en el año 2000 tiene una población de 1.518 habitantes en una superficie de 5.2 km², con una densidad poblacional de 292.4 personas por km². 

## Geografía
Murphys Estates se encuentra ubicado en las coordenadas 33°49′55″N 81°48′8″O / 33.83194, -81.80222. Según la Oficina del Censo, la localidad tiene un área total de 5,2 km² (2 mi²), de la cual 5,2 km² (2 mi²) es tierra y 0 km² (0 mi²) (0.0%) es agua.

### Localidades adyacentes
El siguiente diagrama muestra a las localidades en un radio de 16 kilómetros (9,9 mi) de Murphys Estates.

## Demografía
En el 2000 la renta per cápita promedia del hogar era de $25.570, y el ingreso promedio para una familia era de $39.531. El ingreso per cápita para la localidad era de $12.671. En 2000 los hombres tenían un ingreso per cápita de $25.521 contra $19.572 para las mujeres. Alrededor del 23.9% de la población estaba bajo el umbral de pobreza nacional. 